# Drepanepteryx algida
Drepanepteryx algida is een insect uit de familie van de bruine gaasvliegen (Hemerobiidae), die tot de orde netvleugeligen (Neuroptera) behoort. 
Drepanepteryx algida is voor het eerst wetenschappelijk beschreven door Erichson in Middendorff in 1851.